# 2011-es ausztrál rali

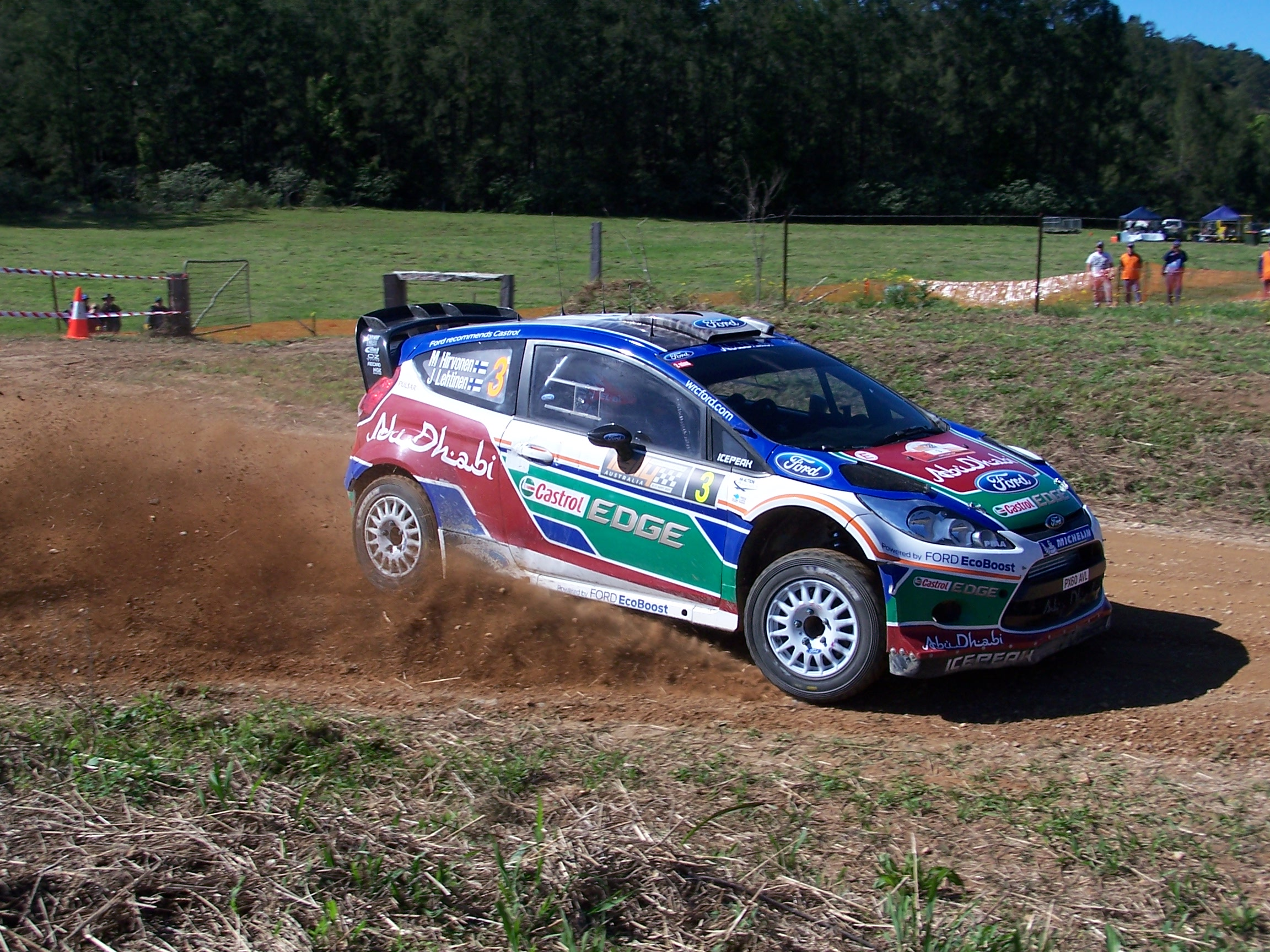
Hirvonen 2006 és 2009 után győzött újra az ausztrál ralin

A 2011-es ausztrál rali (hivatalosan: 21st Rally Australia) volt a 2011-es rali-világbajnokság tizedik futama. Szeptember 8. és 11. között került megrendezésre, 26 gyorsasági szakaszból állt, melyek össztávja 369 kilométert tett ki. A versenyen 29 páros indult, melyből 24 ért célba.
Győztes a finn Mikko Hirvonen lett, aki immár harmadik alkalommal nyerte meg az ausztrál viadalt, és akinek ez volt pályafutása tizennegyedik rali-világbajnoki futamgyőzelme. Másodikként csapat- és honfitársa, Jari-Matti Latvala végzett, harmadik pedig Petter Solberg lett.
A verseny az N csoportos világbajnokság szezonbeli ötödik futama is volt egyben. Ezt az értékelést az ausztrál Hayden Paddon nyerte, mögötte a lengyel Michał Kościuszko és az ukrán Oleksandr Saliuk Jr. zártak.

## Szakaszok
| Nap                 | Szakasz | Rajtidő | Szakasz neve             | Hossz    | Győztes            | Idő     | Átlagsebesség | Versenyben vezető  |
| ------------------- | ------- | ------- | ------------------------ | -------- | ------------------ | ------- | ------------- | ------------------ |
| 1. (Szeptember 8-9) | 1.      | 19:15   | Coffs Jetty Precinct 1   | 3.77 km  | Sébastien Ogier    | 2:46.1  | 81.71 km/h    | Sébastien Ogier    |
| 1. (Szeptember 8-9) | 2.      | 19:30   | Coffs Jetty Precinct 2   | 3.77 km  | Sébastien Loeb     | 2:41.1  | 84.25 km/h    | Sébastien Ogier    |
| 1. (Szeptember 8-9) | 3.      | 10:03   | Shipmans 1               | 29.03 km | Sébastien Loeb     | 15:17.0 | 113.97 km/h   | Sébastien Loeb     |
| 1. (Szeptember 8-9) | 4.      | 10:58   | Brooklana 1              | 12.78 km | Petter Solberg     | 10:01.9 | 76.44 km/h    | Sébastien Ogier    |
| 1. (Szeptember 8-9) | 5.      | 11:29   | Ulong 1                  | 12.45 km | Jari-Matti Latvala | 6:37.9  | 112.64 km/h   | Sébastien Ogier    |
| 1. (Szeptember 8-9) | 6.      | 14:42   | Shipmans 2               | 29.03 km | Jari-Matti Latvala | 16:15.2 | 107.17 km/h   | Mikko Hirvonen     |
| 1. (Szeptember 8-9) | 7.      | 15:37   | Brooklana 2              | 12.78 km | Mikko Hirvonen     | 10:23.1 | 73.84 km/h    | Mikko Hirvonen     |
| 1. (Szeptember 8-9) | 8.      | 16:08   | Ulong 2                  | 12.45 km | Jari-Matti Latvala | 6:55.1  | 107.97 km/h   | Mikko Hirvonen     |
| 1. (Szeptember 8-9) | 9.      | 18:30   | Coffs Jetty Precinct 3   | 3.77 km  | Jari-Matti Latvala | 2:51.0  | 79.37 km/h    | Mikko Hirvonen     |
| 1. (Szeptember 8-9) | 10.     | 18:45   | Coffs Jetty Precinct 4   | 3.77 km  | Mikko Hirvonen     | 2:49.9  | 79.88 km/h    | Mikko Hirvonen     |
| 2. (Szeptember 10)  | 11.     | 8:33    | Welshes 1                | 21.10 km | Jari-Matti Latvala | 12:10.2 | 104.03 km/h   | Jari-Matti Latvala |
| 2. (Szeptember 10)  | 12.     | 9:21    | Grace 1                  | 19.77 km | Jari-Matti Latvala | 11:10.9 | 106.08 km/h   | Jari-Matti Latvala |
| 2. (Szeptember 10)  | 13.     | 10:14   | Valla 1                  | 14.84 km | Jari-Matti Latvala | 8:56.2  | 99.63 km/h    | Jari-Matti Latvala |
| 2. (Szeptember 10)  | 14.     | 10:54   | Urunga 1                 | 13.79 km | Jari-Matti Latvala | 8:41.8  | 95.14 km/h    | Jari-Matti Latvala |
| 2. (Szeptember 10)  | 15.     | 14:02   | Welshes 2                | 21.10 km | Sébastien Ogier    | 11:55.2 | 106.21 km/h   | Jari-Matti Latvala |
| 2. (Szeptember 10)  | 16.     | 14:50   | Grace 2                  | 19.77 km | Sébastien Ogier    | 10:56.0 | 108.49 km/h   | Jari-Matti Latvala |
| 2. (Szeptember 10)  | 17.     | 15:43   | Valla 2                  | 14.84 km | Sébastien Ogier    | 8:39.7  | 102.80 km/h   | Jari-Matti Latvala |
| 2. (Szeptember 10)  | 18.     | 16:23   | Urunga 2                 | 13.79 km | Sébastien Loeb     | 8:28.8  | 97.57 km/h    | Jari-Matti Latvala |
| 2. (Szeptember 10)  | 19.     | 18:30   | Coffs Jetty Precinct 5   | 3.77 km  | Sébastien Loeb     | 2:34.9  | 87.62 km/h    | Jari-Matti Latvala |
| 2. (Szeptember 10)  | 20.     | 18:45   | Coffs Jetty Precinct 6   | 3.77 km  | Sébastien Ogier    | 2:33.8  | 88.24 km/h    | Jari-Matti Latvala |
| 3. (Szeptember 11)  | 21.     | 6:56    | Bucca 1                  | 14.83 km | Mikko Hirvonen     | 7:18.3  | 121.81 km/h   | Jari-Matti Latvala |
| 3. (Szeptember 11)  | 22.     | 8:19    | Plum Pudding 1           | 30.00 km | Jari-Matti Latvala | 16:26.3 | 109.50 km/h   | Jari-Matti Latvala |
| 3. (Szeptember 11)  | 23.     | 9:32    | Clarence 1               | 4.58 km  | Sébastien Loeb     | 2:22.8  | 115.46 km/h   | Jari-Matti Latvala |
| 3. (Szeptember 11)  | 24.     | 12:03   | Bucca 2                  | 14.83 km | Mikko Hirvonen     | 7:10.6  | 123.99 km/h   | Jari-Matti Latvala |
| 3. (Szeptember 11)  | 25.     | 13:26   | Plum Pudding 2           | 30.00 km | Mikko Hirvonen     | 16:07.8 | 111.59 km/h   | Mikko Hirvonen     |
| 3. (Szeptember 11)  | 26.     | 15:30   | Clarence 2 (Power stage) | 4.58 km  | Sébastien Loeb     | 2:18.1  | 119.39 km/h   | Mikko Hirvonen     |

## Végeredmény
| Poz.      | Versenyző             | Navigátor          | Autó                           | Idő       | Különbség | Pont |
| --------- | --------------------- | ------------------ | ------------------------------ | --------- | --------- | ---- |
| 1.        | Mikko Hirvonen        | Jarmo Lehtinen     | Ford Fiesta RS WRC             | 3:35:59.0 | 0.0       | 25   |
| 2.        | Jari-Matti Latvala    | Miikka Anttila     | Ford Fiesta RS WRC             | 3:36:13.7 | 14.7      | 20   |
| 3.        | Petter Solberg        | Chris Patterson    | Citroën DS3 WRC                | 3:36:43.8 | 44.8      | 16   |
| 4.        | Matthew Wilson        | Scott Martin       | Ford Fiesta RS WRC             | 3:44:44.2 | 8:45.2    | 12   |
| 5.        | Hálid al-Kászimi      | Michael Orr        | Ford Fiesta RS WRC             | 3:48:32.3 | 12:33.3   | 10   |
| 6.        | Hayden Paddon         | John Kennard       | Subaru Impreza WRX STI         | 3:53:28.3 | 17:29.3   | 8    |
| 7.        | Michał Kościuszko     | Maciej Szczepaniak | Mitsubishi Lancer Evolution X  | 3:55:00.3 | 19:01.3   | 6    |
| 8.        | Oleksandr Saliuk, Jr. | Pavlo Cherepin     | Mitsubishi Lancer Evolution IX | 3:57:07.5 | 21:08.5   | 4    |
| 9.        | Benito Guerra         | Borja Rozada       | Mitsubishi Lancer Evolution X  | 3:58:47.9 | 22:48.9   | 2    |
| 10.       | Sébastien Loeb        | Daniel Elena       | Citroën DS3 WRC                | 4:06:01.9 | 30:02.9   | 4    |
| PWRC      |                       |                    |                                |           |           |      |
| 1. (6.)   | Hayden Paddon         | John Kennard       | Subaru Impreza WRX STI         | 3:53:28.3 | 0.0       | 25   |
| 2. (7.)   | Michał Kościuszko     | Maciej Szczepaniak | Mitsubishi Lancer Evolution X  | 3:55:00.3 | 1:32.0    | 18   |
| 3. (8.)   | Oleksandr Saliuk, Jr. | Pavlo Cherepin     | Mitsubishi Lancer Evolution IX | 3:57:07.5 | 3:39.2    | 15   |
| 4. (9.)   | Benito Guerra         | Borja Rozada       | Mitsubishi Lancer Evolution X  | 3:58:47.9 | 5:19.6    | 12   |
| 5. (12.)  | Valeriy Gorban        | Andrey Nikolayev   | Mitsubishi Lancer Evolution IX | 4:06:21.1 | 12:52.8   | 10   |
| 6. (16.)  | Gianluca Linari       | Nicola Arena       | Subaru Impreza WRX STI         | 4:14:49.2 | 21:20.9   | 8    |
| 7. (17.)  | Brendan Reeves        | Rhianon Smyth      | Subaru Impreza WRX STI         | 4:17:19.2 | 23:50.9   | 6    |
| 8. (18.)  | Nathan Quinn          | David Green        | Mitsubishi Lancer Evolution IX | 4:17:53.6 | 24:25.3   | 4    |
| 9. (20.)  | Harry Hunt            | Robbie Durant      | Citroën DS3 R3                 | 4:25:40.9 | 32:12.6   | 2    |
| 10. (21.) | Bader Al Jabri        | Stephen McAuley    | Subaru Impreza WRX STI         | 4:29:41.2 | 36:12.9   | 1    |

## Szuperspeciál (Power Stage)
| Poz | Versenyző          | Idő    | Különbség | Átlagsebesség | Pont |
| --- | ------------------ | ------ | --------- | ------------- | ---- |
| 1   | Sébastien Loeb     | 2:18.1 | 0.0       | 119.39 km/h   | 3    |
| 2   | Jari-Matti Latvala | 2:19.3 | +1.2      | 118.36 km/h   | 2    |
| 3   | Petter Solberg     | 2:19.4 | +1.3      | 118.28 km/h   | 1    |